# Площадь Мира (Мытищи)
Пло́щадь Ми́ра — центральная площадь города Мытищи. Расположена на пересечении Новомытищинского проспекта с улицей Мира.

## История и расположение
До 2006 года называлась площадью Ленина. Образовалась в конце 1950-х годов как центральная площадь Новых Мытищ. В 1960 году в сквере площади перед зданием кинотеатра «Родина» был открыт памятник В.И. Ленину скульптора П. Яцыно. В 2006 году за памятником установлен фонтан, ставший любимым местом отдыха горожан.
На 2009 год это была центральная площадь города Мытищи, здесь проходили демонстрации, митинги, театрализованные шествия, празднования Дня города.
На 2015 год на месте площади расположена автостоянка.

## Примечательные здания и сооружения

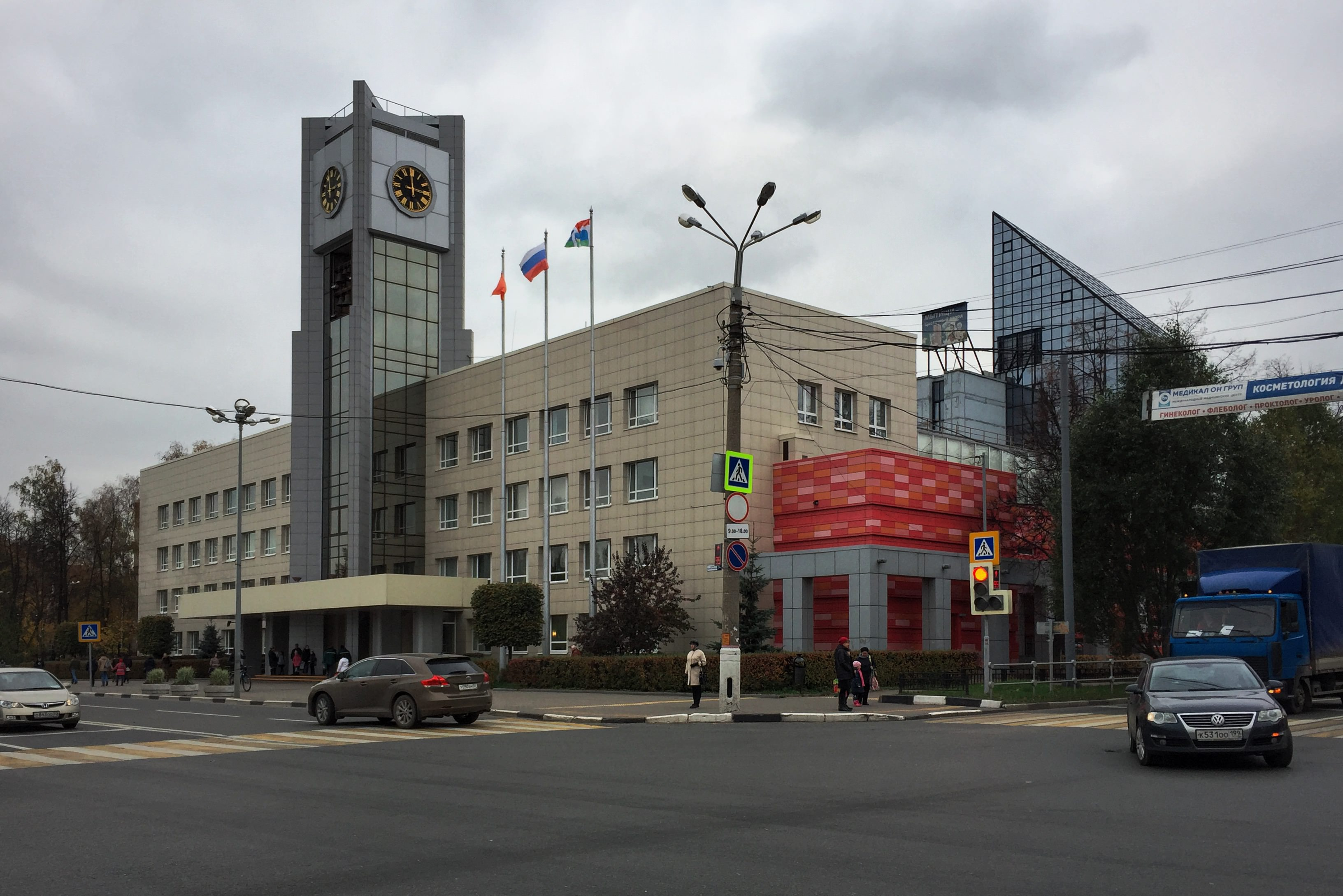
Здание администрации

- Администрация Мытищинского муниципального района и Мытищинская картинная галерея — Новомытищинский проспект, дом 36/7
- Театр ФЭСТ — улица Щербакова, 6а (за площадью)
- Мытищинский парк культуры и отдыха — улица Мира (напротив площади)